# Bôrik (přírodní rezervace)
Bôrik je přírodní rezervace v oblasti TANAP.
Nachází se v katastrálním území obcí Lučivná a Mengusovce v okrese Poprad v Prešovském kraji. Území bylo vyhlášeno v roce 1991 na rozloze 20,74 ha. Ochranné pásmo nebylo stanoveno.